# 아오야마 고쇼
아오야마 고쇼(일본어: 青山 剛昌 あおやま ごうしょう[*], 1963년 6월 21일 ~ )는 일본 돗토리현의 도하쿠군 다이에이 정(현재의 호쿠에이정) 태생의 만화가이다. 본명은 아오야마 요시마사(한자 동일)이다.
돗토리 현립 유라육영고등학교(현재의 돗토리 현립돗토리중앙육영고등학교), 니혼 대학의 예술학부 미술학과를 졸업하였다. 특히 1994년부터 연재하기 시작한 <명탐정 코난>은 선풍적인 인기를 끌어 총 발행부수가 2억권을 돌파하기에 이르렀다. 2005년 명탐정 코난 주인공 코난 성우인 타카야마 미나미와 결혼하였다가 2007년에 이혼하였다.

## 작품 목록
- 매직 쾌두 (1988년 - 현재) (2014년 10월 기준·부정기 연재중)
- 검용전설 야이바 (1989년 - 1994년) 전 24권
- 명탐정 코난 (1994년 - 현재) (2020년 1월 기준·연재중)
- 아오야마 고쇼 단편집 - 전 1권
- 탐정 죠지의 미니미니 대작전
- 4번 서드 - 전 1권
- 조금만 기다려줘
- 여름의 산타클로스
- 괴도 키드
- 조금만 더 기다려줘

## 수상 경력
- 1986년 쇼가쿠칸 신인 코믹 대상 -〈조금만 기다려줘〉
- 제38회 쇼가쿠칸 만화상 아동 부문 -《야이바》
- 제46회 쇼가쿠칸 만화상 소년 부문 -《명탐정 코난》